# Witt Regio
La Witt Regio è una struttura geologica della superficie di Eros.